# Carbonita
Carbonita is een gemeente in de Braziliaanse deelstaat Minas Gerais. De gemeente telt 10.783 inwoners (schatting 2009).

## Aangrenzende gemeenten
De gemeente grenst aan Bocaiuva, Diamantina, Itamarandiba, Senador Modestino Gonçalves, Turmalina en Veredinha.

## Verkeer en vervoer
De plaats ligt aan de weg BR-451.